# Шашлик
Шашли́к (крим. шишлик, від крим. шиш — «рожен») — страва традиційної кримської (кримськотатарської) кухні, м'ясо, смажене на деревному вугіллі, зазвичай з баранини, одна з найдавніших страв у світі.
Страви, подібні до шашлику, роблять також із яловичини, курятини, риби, іноді навіть зі свинини — за радянською звичкою їх також іноді називають шашликом, хоча подібне іменування не є коректним.

## В інших країнах
Зажарювання м'яса на вугіллі за допомогою шампурів або дерев'яних паличок поширене у всіх народів світу через простоту приготування, проте істотно відрізняється за видами м'яса, способами маринування та соусами та гарнірами до нього. Аналогічні страви:
- Хоровац — Вірменія;
- Сувлакі — Греція;
- Якіторі — Японія;
- Шиш-кебаб, або просто кебаб — Близький Схід та Південний Кавказ;
- Барбекю — США;
- Пулькогі — Корея;
- Сате — Малайзія та Індонезія;
- Шишкебек — Киргизстан;
- Ешпетада — Португалія та Бразилія.

## Вегетаріанські шашлики
Серед вегетаріанців та веганів розповсюджені відповідні шашлики. Їх готують із овочів, грибів або із соєвого м'яса.

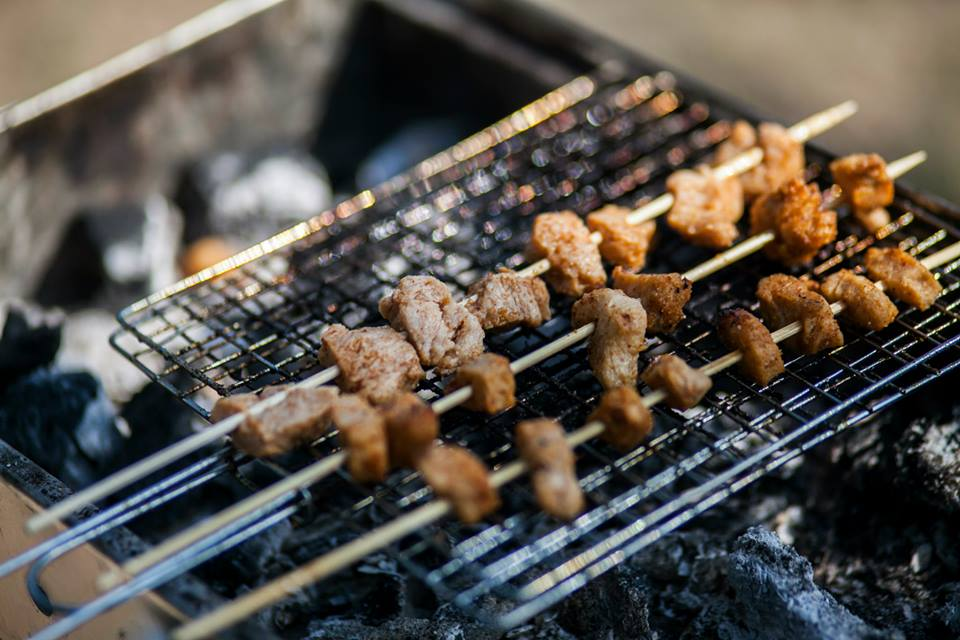
Вегетаріанський шашлик із сої
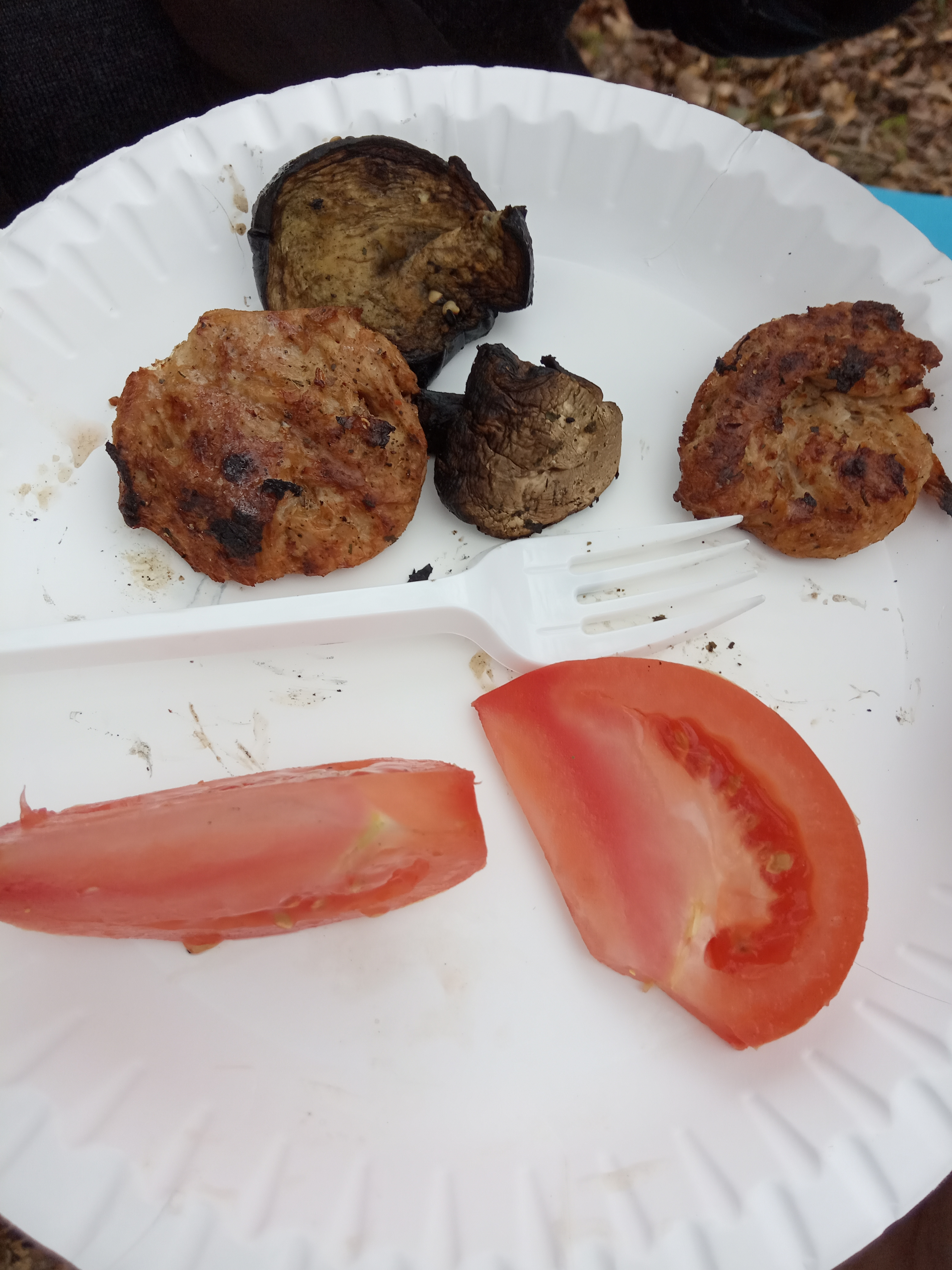
Вегетаріанський шашлик із сої, Вроцлав, 2019
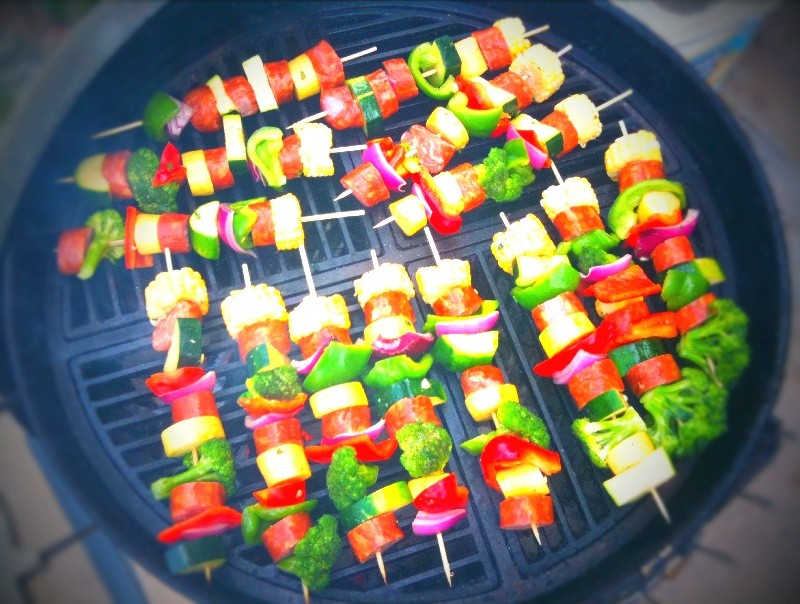
Шашлик із овочів
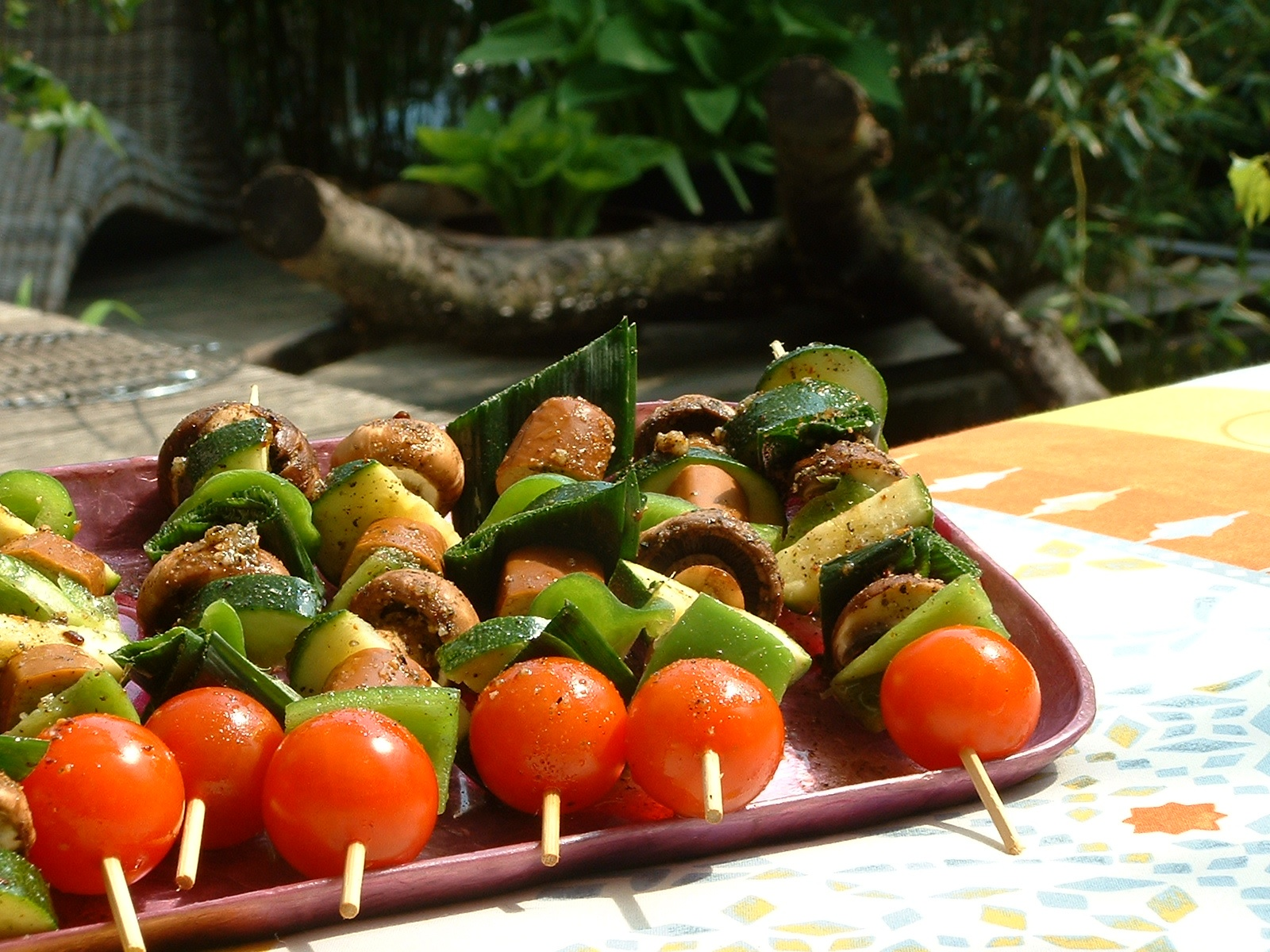
Веганський шашлик із грибів

## Галерея

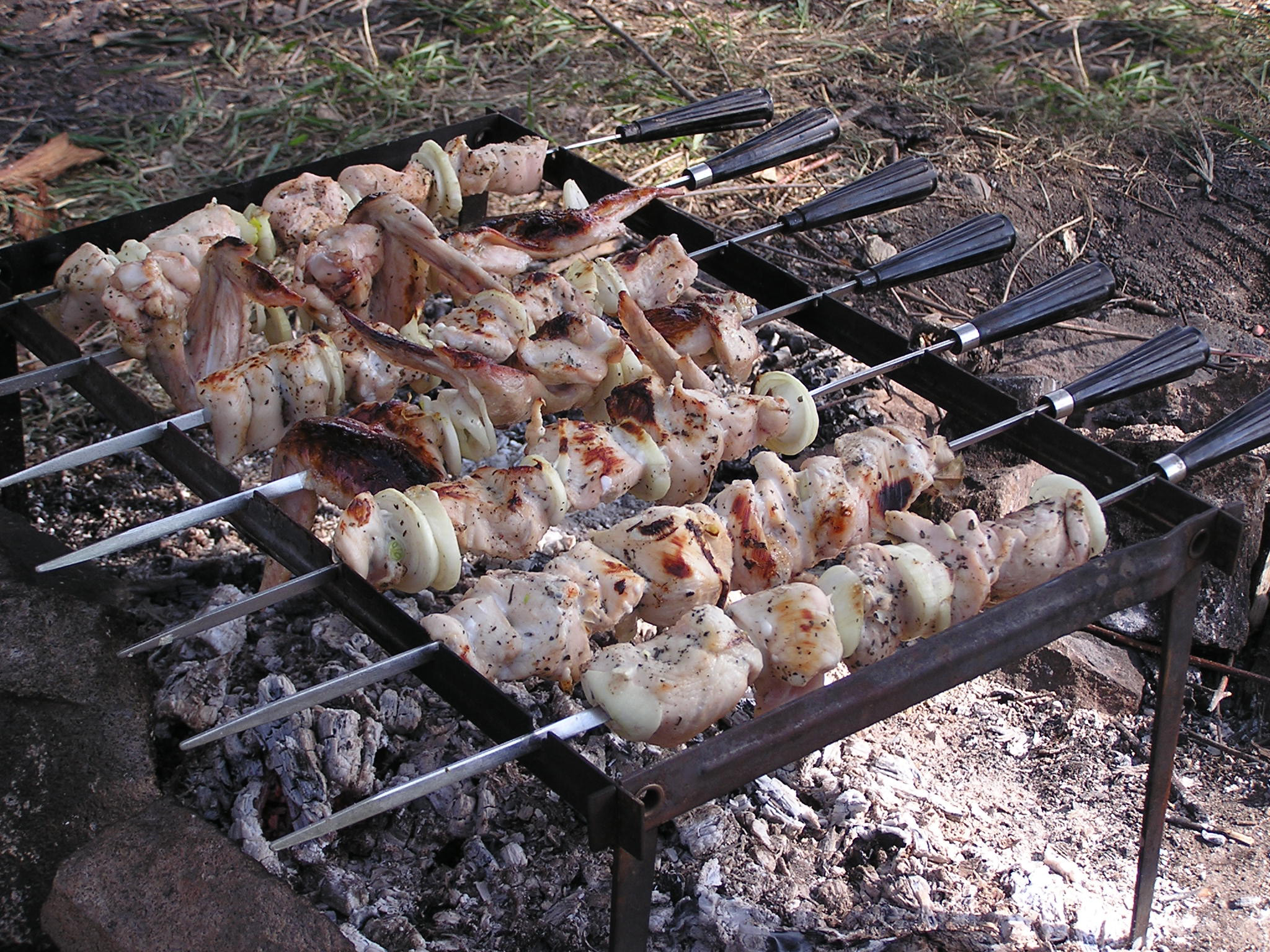
Шашлики з курятини на мангалі
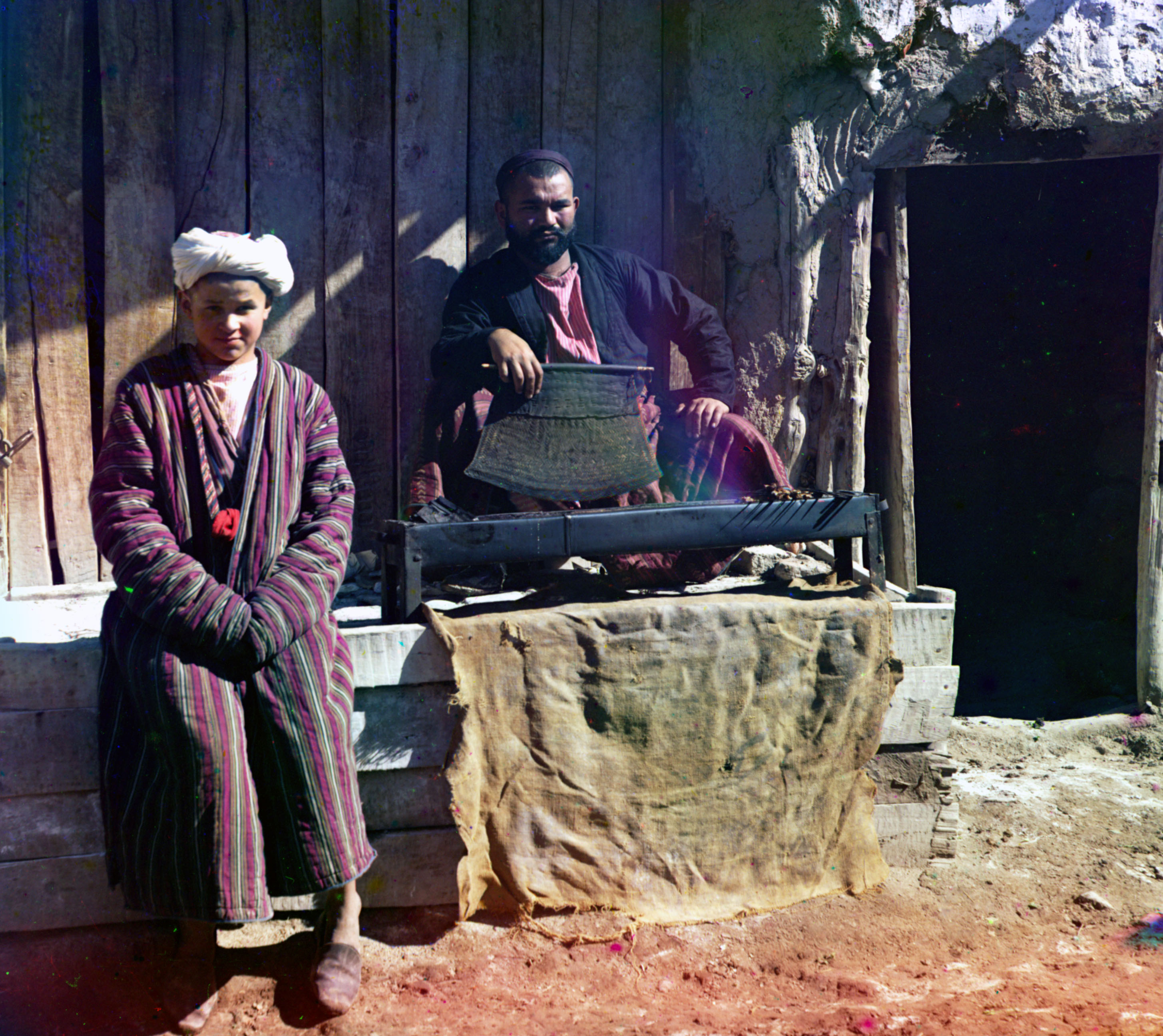
Шашлична в Самарканді, 1909
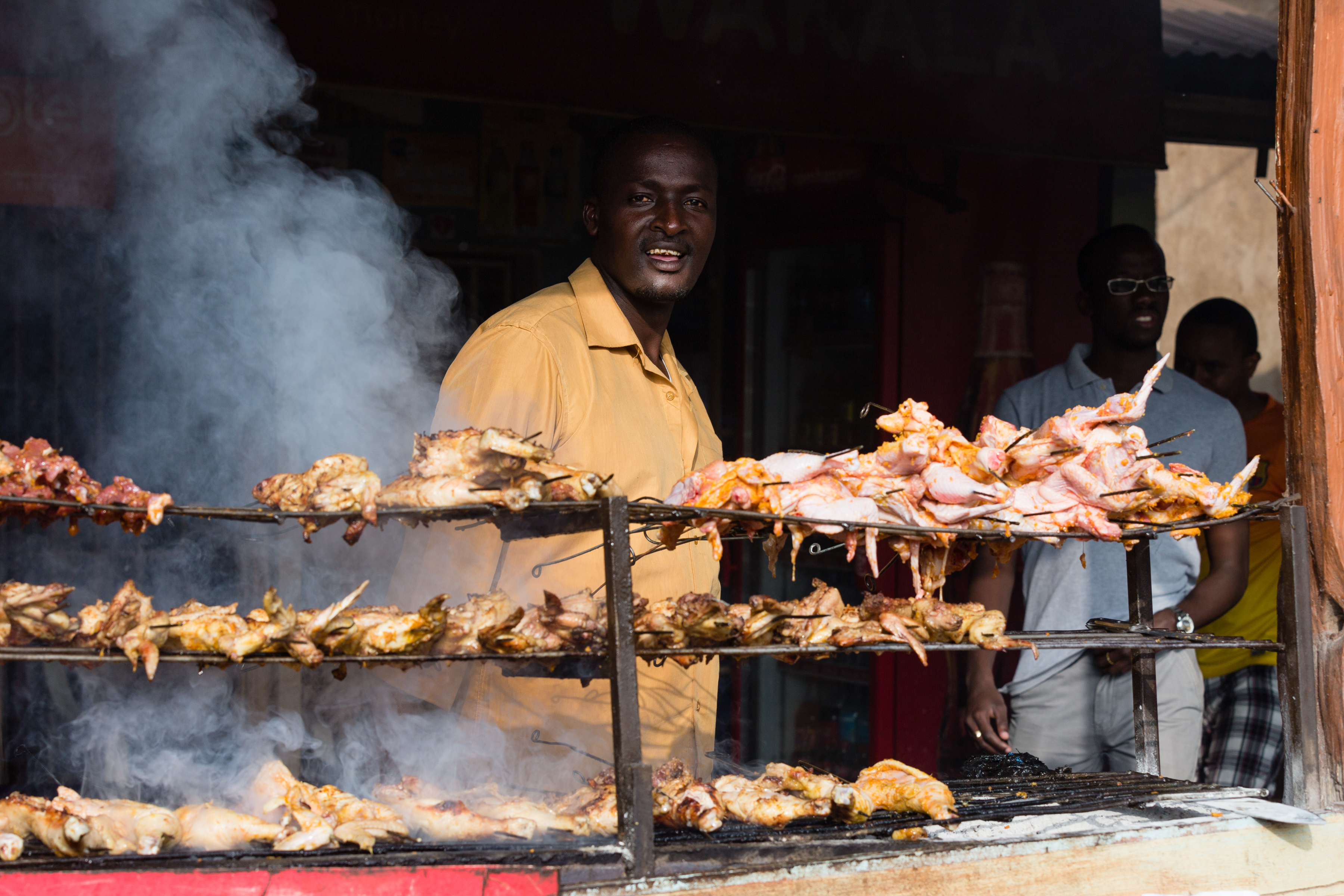
Шашлик (Танзанія)
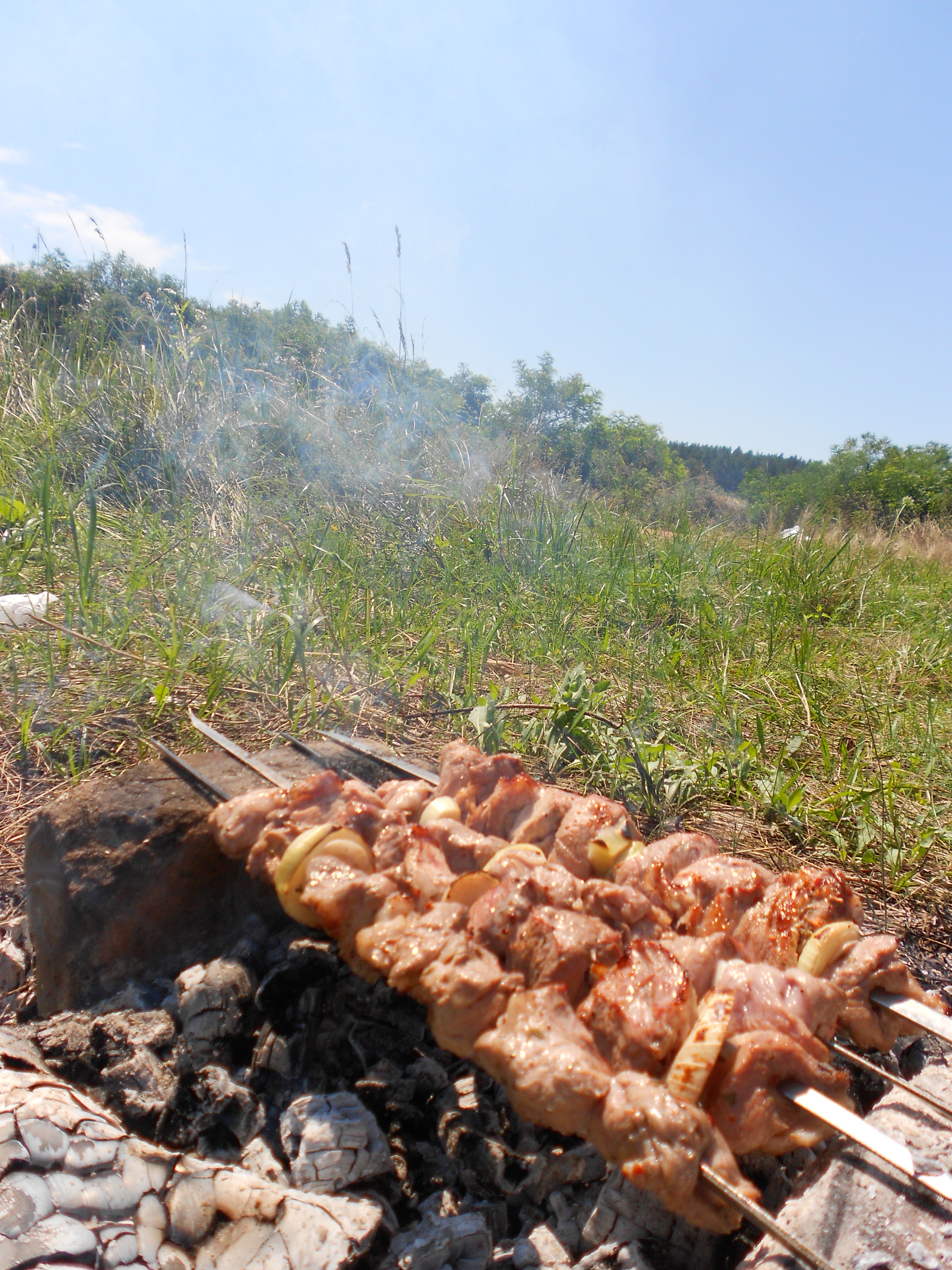
Шашлик в Черкаській області
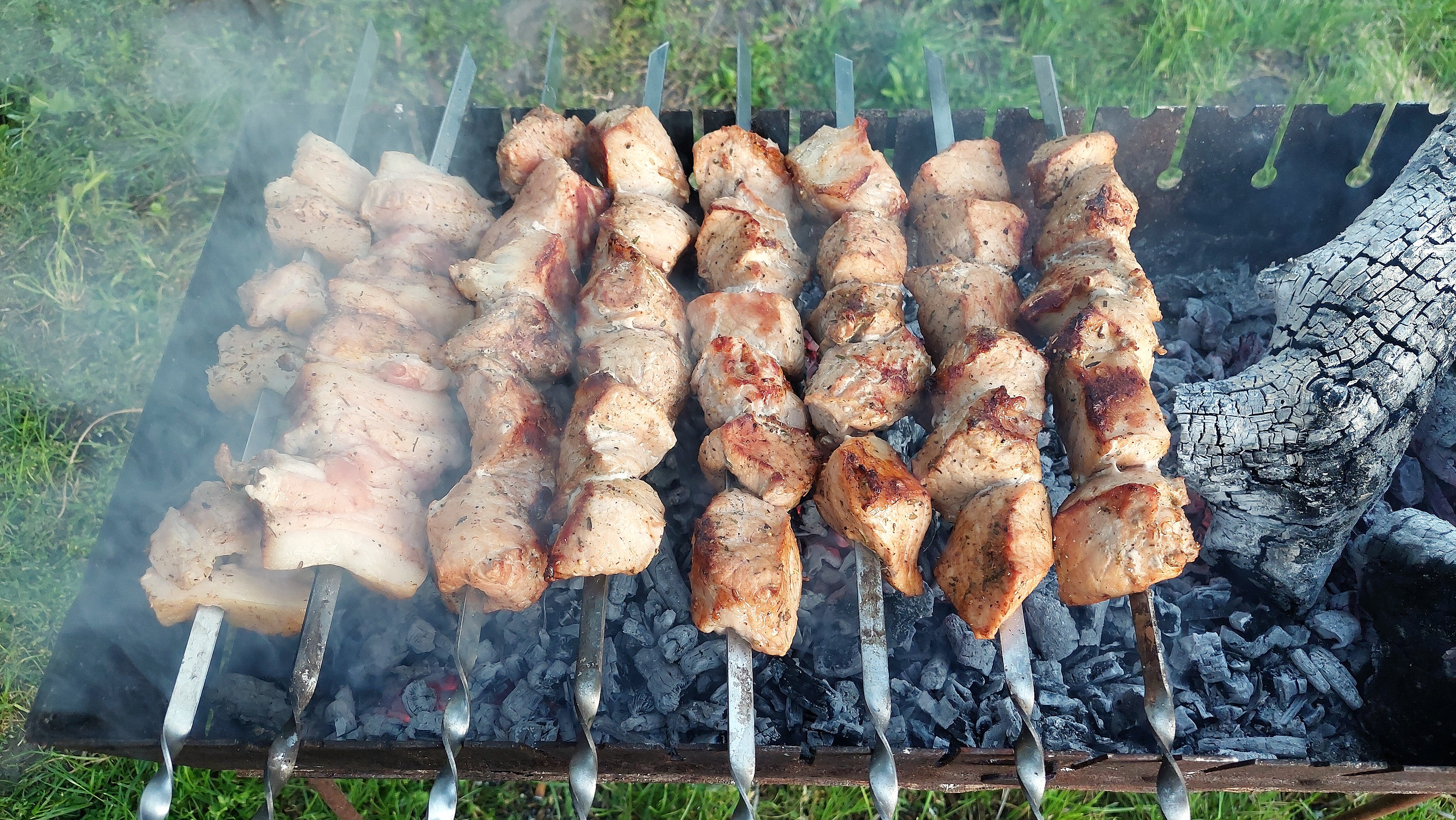
Шашлик з свинини

## Рекорди
- Найбільший у світі шашлик намагалися зробити у багатьох країнах. Шашлик довжиною 70 метрів був виготовлений у вересні 2007 року в Ростові-на-Дону в День міста. На приготування пішло 152 кг м'яса[2]. Але вже у 2011 році у Ризі було приготовано шашлик довжиною у 149 метрів 50 сантиметрів.[3] У Києві у 2013 році було встановлено новий рекорд — 160 м.[4] У 2014 році у Тернополі було приготовано найбільший шашлик до того моменту — 200 м. Захід відбувся під час фестивалю «Галицька дефіляда».[5]